# Pontigny (Moselle)
Pour les articles homonymes, voir Pontigny (homonymie).
Cet article possède un paronyme, voir Potigny.
Pontigny est un hameau et une ancienne commune de Moselle rattaché à Condé-Northen en 1810.

## Géographie
Situé au sud-ouest de Condé-Northen, à gauche de la Nied française. 

## Toponymie
- Anciens noms[2],[3] : Bruque en 1339, Brücke en 1485, Nydbrück alias Pont de Nied au XVIe siècle, Nidbrück et Pontnied en 1542, Nidbrücken alias Pont de Niet en 1594, Niedbruch en 1606, Niedbroug au XVIIe siècle, Pontigni en 1756, Poutigny en 1793, Niedbrücken (1940-44).
- En allemand : Niedbrücken[2].
- Durant le XIXe siècle, Pontigny était également connu au niveau postal sous l'alias de Niebrucken[4].

## Histoire
- La famille noble de Niedbruck[5] a détenu la seigneurie de Mussy-L'Evêque[6].
- Aux XVIe et XVIIe siècles, Pontigny a appartenu à la famille de Custine[7].
- Au XVIIIe siècle, la commune faisait partie du bailliage de Boulay.
- Elle était dans le canton des Étangs en 1790 puis dans celui de Vry à l'époque de l'an III et enfin dans celui de Boulay en 1802.
- Elle fut rattachée à Condé-Northen le 8 novembre 1810.
- En 1814, une partie de la compagnie franche du colonel Lapointe, qui était chargée de la défense de passage par les ponts de Courcelle-Chaussy et de Pontigny arrêta, pendant une nuit entière, une colonne ennemie qui se dirigeait de Sarrelouis vers Metz[1].

## Héraldique
| Blason de Pontigny (Moselle) | Blason  | D'argent à deux fasces abaissées de gueules surmontées d'un contour de rose en ombre de sable, vidé du champ et chargé de cinq croissants de gueules. |
| Blason de Pontigny (Moselle) | Détails | Adopté le 14 mars 1985. |

## Démographie
| 1793 | 1800 | 1806 | 1900 |
| ---- | ---- | ---- | ---- |
| 75   | 83   | 94   | 123  |